# Memoriał Bronisława Idzikowskiego i Marka Czernego 2016
Memoriał im. Bronisława Idzikowskiego i Marka Czernego 2016 – 44. edycja turnieju w celu uczczenia pamięci polskiego żużlowca Bronisława Idzikowskiego i Marka Czernego, który odbył się 12 czerwca 2016 roku w Częstochowie. Turniej wygrał Sebastian Ułamek.

## Wyniki
- Częstochowa, 12 czerwca 2016
- Frekwencja: ok. 600 widzów[1]
- NCD: Daniel Jeleniewski – 64,75 w wyścigu 3
- Sędzia: Maciej Spychała (Opole)

| Msc. | Zawodnik           | Klub         | Pkt  |               |  |
| ---- | ------------------ | ------------ | ---- | ------------- |  |
| 1    | Sebastian Ułamek   | Częstochowa  | 13   | (2,3,2,3,3)   |  |
| 2    | Daniel Jeleniewski | Częstochowa  | 12   | (3,2,1,3,3)   |  |
| 3    | Tobiasz Musielak   | Leszno       | 11+3 | (3,1,2,2,3)   |  |
| 4    | Krystian Pieszczek | Zielona Góra | 11+2 | (3,3,3,2,wsu) |  |
| 5    | Rafał Trojanowski  | Częstochowa  | 10   | (1,3,2,3,1)   |  |
| 6    | Oskar Polis        | Częstochowa  | 10   | (1,2,3,2,2)   |  |
| 7    | Mateusz Borowicz   | Częstochowa  | 9    | (2,0,3,1,3)   |  |
| 8    | Szymon Woźniak     | Wrocław      | 9    | (3,2,2,0,2)   |  |
| 9    | Damian Dróżdż      | Wrocław      | 7    | (1,3,0,1,2)   |  |
| 10   | Artur Czaja        | Częstochowa  | 7    | (2,1,3,w,1)   |  |
| 11   | Hubert Łęgowik     | Częstochowa  | 6    | (0,2,d,3,1)   |  |
| 12   | Michał Gruchalski  | Częstochowa  | 6    | (2,0,1,1,2)   |  |
| 13   | Andreas Lyager     | Częstochowa  | 5    | (1,1,1,2,0)   |  |
| 14   | Wojciech Lisiecki  | Rawicz       | 3    | (0,0,1,1,1)   |  |
| 15   | Geert Bruinsma     | Częstochowa  | 1    | (0,1,0,0,0)   |  |
| 16   | Bartosz Świącik    | Częstochowa  | 0    | (u,0,0,0,0)   |  |

Bieg po biegu
1. [65,58] Woźniak, Dróżdż, Gruchalski, Lisiecki
2. [65,74] Musielak, Czaja, Polis, Bruinsma
3. [64,75] Jeleniewski, Borowicz, Lyager, Świącik (u/4)
4. [65,79] Pieszczek, Ułamek, Trojanowski, Łęgowik
5. [65,91] Trojanowski, Polis, Lyager, Gruchalski
6. [64,98] Pieszczek, Woźniak, Bruinsma, Świącik
7. [65,18] Dróżdż, Łęgowik, Czaja, Borowicz
8. [65,44] Ułamek, Jeleniewski, Musielak, Lisiecki
9. [65,80] Borowicz, Ułamek, Gruchalski, Bruinsma
10. [65,88] Polis, Woźniak, Jeleniewski, Łęgowik (d/4)
11. [65,78] Pieszczek, Musielak, Lyager, Dróżdż
12. [66,02] Czaja, Trojanowski, Lisiecki, Świącik
13. [66,37] Jeleniewski, Pieszczek, Gruchalski, Czaja (w/u)
14. [66,37] Trojanowski, Musielak, Borowicz, Woźniak
15. [66,81] Ułamek, Polis, Dróżdż, Świącik
16. [66,62] Łęgowik, Lyager, Lisiecki, Bruinsma
17. [66,07] Musielak, Gruchalski, Łęgowik, Święcik
18. [67,12] Ułamek, Woźniak, Czaja, Lyager
19. [66,81] Jeleniewski, Dróżdż, Trojanowski, Bruinsma
20. [68,21] Borowicz, Polis, Lisiecki, Pieszczek (w/su)

### Bieg dodatkowy o 3. miejsce
1. [66,50] Musielak, Pieszczek